# Блитум
Блитум, Жминда (лат. Blitum) — род цветковых растений семейства Амарантовые (Amaranthaceae) из подсемейства маревых (Chenopodioideae). Род первоначально был описан Линнеем, но позже, с XIX века, все его виды относили в первую очередь к роду Марь (Chenopodium), реже к Monolepis или Scleroblitum. Последние исследования показали, что виды рода тесно связаны с родом Шпинат (Spinacia), и не относятся к роду Chenopodium. Представители рода встречаются в Азии, Европе, Северной Африке, Америке и Австралии.

## Описание
Однолетние или многолетние травы, голые или иногда покрыты волосками, молодые растения могут быть покрыты липкими выделениями. Стебли прямые восходящие простые, мало-ветвящиеся или не ветвящиеся.
Листья очередные сидят на черешках, листовая платина простая с зубчатыми краями. Листья у основания стеблей обычно длинночерешковые и образуют розетку.
Соцветия состоят из компактных клубочков цветов, сидящих в пазухах листьев. Цветки содержат (1) 3—5 сегментов околоцветника, размещённых обычно у основания черешка, тычинки собраны в круг от 1 до 5 штук, пестик с 2—4 рыльцами.
У плодов околоцветник становится либо сочным, либо сухим и твёрдым.

## Таксономия
Род Blitum был впервые описан в 1753 году Карлом Линнеем в фундаментальной работе Species Plantarum, где был описан его типовой вид Blitum capitatum. Со второй половины XIX века виды рода Blitum традиционно помещали в род Chenopodium и рассматривали в качестве подрода Chenopodium subg. Blitum. Новейшие филогенетические исследования показали, что эти виды, а также виды из Monolepis и Scleroblitum, более тесно связаны с родом Spinacia и на самом деле не относятся к Chenopodium, поэтому их отнесли собственный род Blitum. Вместе со Spinacia род Blitum был помещён в трибу Anserineae (syn. Spinacieae).

### Виды
По данным филогенетических исследований, род Blitum состоит из 12 видов:
- Blitum asiaticum (Fisch. & C.A.Mey.) S.Fuentes, Uotila & Borsch [syn.  Monolepis asiatica Fisch. & C.A.Mey.] северо-восток России, Якутия и районы Хабаровского края.
- Blitum atriplicinum F.Muell. [syn.  Scleroblitum atriplicinum (F.Muell.) Ulbr.]: распространено в Австралии.
- Blitum bonus-henricus (L.) Rchb. — Блитум Доброго Генриха[3] [syn.  Chenopodium bonus-henricus L. — Марь цельнолистная, или жминда обыкновенная]: распространено в Европе.
- Blitum californicum S.Watson [syn.  Chenopodium californicum (S.Watson) S.Watson — Марь калифорнийская]: Калифорния и Мексика.
- Blitum capitatum L. typus[2] — Блитум головчатый[3] [syn.  Chenopodium capitatum (L.) Ambrosi — Марь головчатая, или Жминда головчатая]: Северная Америка, натурализован в Европе.
- Blitum hastatum Rydb. [syn. Chenopodium capitatum var. parvicapitatum Welsh]: Северная Америка.
- Blitum korshinskyi Litv. [syn.  Chenopodium korshinskyi (Litv.) Minkw]: Таджикистан
- Blitum litwinowii (Paulsen) S.Fuentes, Uotila & Borsch [syn.  Monolepis litwinowii Paulsen], [syn.  Chenopodium litwinowii (Paulsen) Uotila]: Афганистан и Таджикистан.
- Blitum nuttallianum Schult. [syn.  Monolepis nuttalliana (Schult.) Greene], [syn.  Chenopodium trifidum Trev.]: Северная Америка и Аргентина.
- Blitum petiolare Link [syn.  Chenopodium exsuccum (C.Loscos) Uotila]: Северная Америка, Португалия и Испания, натурализовано в Швеции.
- Blitum spathulatum (A. Gray) S. Fuentes, Uotila & Borsch [syn.  Monolepis spathulata A.Gray]: юг США, натурализовалось в Австралии.
- Blitum virgatum L. — Блитум прутьевидный[3] [syn.  Chenopodium foliosum Asch. — Марь многолистная]: Европа и Азия, натурализовано в Северной Америке.